# Saint-André-les-Vergers
Saint-André-les-Vergers è un comune francese di 11 524 abitanti situato nel dipartimento dell'Aube nella regione del Grand Est.

## Società

### Evoluzione demografica
Abitanti censiti

## Amministrazione

### Gemellaggi
- Cogoleto